# Многонациональное государство

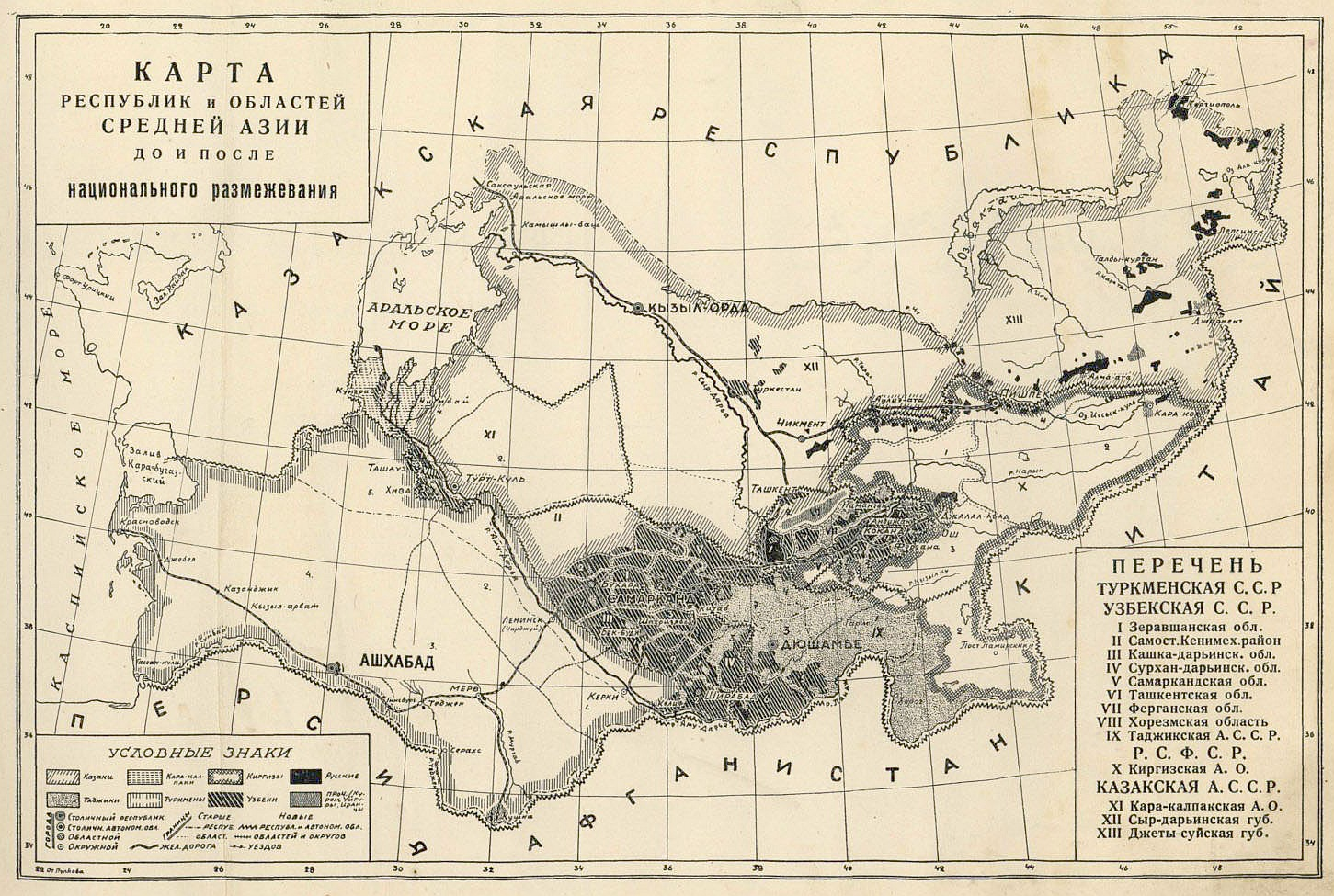
Карта 1928 года с границами республик и областей Средней Азии до и после национального размежевания

Многонациональное государство, полиэтническое государство — государство, на территории которого проживают различные нации, этносы, народности, национальные и этнографические группы, в отличие от этнически однородного, моноэтнического государства. 
К атрибутам многонационального государства относятся этнический федерализм и национально-территориальная автономия. Предполагается территориальное обособление этнических общностей или наличие специального статуса занимаемых этими общностями регионов.
Национальное государство может рассматриваться как синоним моноэтнического, мононационального государства, противопоставляемого многонациональному государству. При другом подходе отмечается сложность выделения критериев нации и вероятность политической манипуляции при отнесении государства к числу национальных или многонациональных.
Многонациональные государства возникли на территориях, на которых государственное сплочение произошло ранее формирования наций и развития национальных движений (ряд государств Восточной Европы и Азии, в том числе Россия). Такие государства также могли формироваться в процессе колониальной экспансии (ряд государств Африки), по причине которой этносы были разделены между разными государствами; в качестве результата интенсивных миграций (США и др.). К числу крупных многонациональных государств прошлого принадлежали Российская империя, Австро-Венгрия, СССР, Югославия, колониальные империи.
В современном мире нет государств, которые являлись бы абсолютно моноэтническими. Согласно Уокеру Коннору, население лишь около 9 % от общего количества стран является относительно этнически гомогенным. Для прочих государств характерно этническое многообразие. По мнению Freedom House: «…страны, в которых более двух третей населения принадлежит к одной этнической группе — моноэтнические, а те, у которых нет такого большинства в две трети — полиэтнические». Дэвид Уилш (David Welsh) писал, что менее 20 из 180 независимых государств могут называться этнически и национально однородными — национальные меньшинства в таких государствах составляют менее 5 % от общей численности населения. Саджит Чудри писал: «рост этнокультурно однородных государств[уточнить], если и был, то закончился»[страница не указана 762 дня].
Из постсоветских стран наиболее многонациональными являются Россия, Казахстан, Грузия, Кыргызстан, Азербайджан, Латвия, Таджикистан, Узбекистан. Многонациональные государства могут быть как унитарными (Китай, Иран, Вьетнам и др.), так и федеративными (Россия, Индия, Индонезия, Нигерия и др.). Многонациональность не является признаком слабости и нежизнеспособности государства, о чём свидетельствует история демократической Швейцарии.
В ряде государств этнический фактор составляет основу их территориального устройства. Созданные с опорой на этнический или языковой признак политико-территориальные единицы (национально-территориальные автономии, субъекты федерации) имеются в таких государствах, как Бельгия, Дания, Испания, Италия, Индия, Канада, Португалия, Россия, Швейцария, Эфиопия и др. Федерации, в структуре которых имеются «этнические» или «языковые» субъекты, численно преобладают над федерациями, построенными только по территориальному признаку. Западная научная литература для данного типа государств часто применяет термины «многонациональное (мультинациональное) государство» (multinational state), а также «многонациональный федерализм» (multinational federalism). Эти термины были введены в основном работами по сравнительной политологии Рональда Уоттса, Уилла Кимлики, К. Уиэра и М. Берджесса. Уоттс (2007) считает многонациональным такое полиэтническое государство, в котором этнические группы, «требующие большего признания их этнической идентичности, имеют в качестве первоначальной цели не стать отдельным самоуправляемым сообществом, но изменить законодательство и институты государства таким образом, чтобы обеспечить себе лучшие условия (accommodation) для поддержания культурных различий». Такая аккомодация культурных различий может иметь форму самоуправления, предоставляемого региону, где преимущественно проживают представители определённой этнической группы. На конституционном уровне институционализацию самоуправления предполагается оформить через наделение региона правами автономии с передачей некоторой законодательной компетенции, а также в федеративных государствах через приобретение регионом статуса субъектов федерации.
Ряд российских политологов и этнологов, включая В. С. Малахова, А. Г. Осипова, В. Р. Филиппова и др., объясняют явления многонационального государства и этнического федерализма как инерцию советской теории этноса и «сталинского» понимания нации и «национального вопроса», которые привели к «эссенциализации этноса». Мочалов отмечает, что ряд этнических общностей имеет собственные регионы и в государствах, не испытывавших влияния советского подхода. Федерализм советского типа имеет отличия от других типов многонационального федерализма, но находится в общемировом контексте и включён в его логику. В. С. Мартьянов (2006) и А. Г. Осипов (2008) ставят под сомнение допустимость приписывания этнической группе, которая рассматриваются современной наукой как не более чем мысленные конструкты, объективных характеристик и свойств коллективного субъекта права. В. Р. Филиппов (2003) делает из этого заключение о безосновательности этнического федерализма, как и любой другой формы национально-территориальной автономии.
Юридическая литература не подвергает сомнению правосубъектность этнической группы. Академик Т. Я. Хабриева (2010) писала о «праве этносов на самоопределение», рассматривая самоопределение как «свободный выбор каждым народом форм своего существования и тех социально-экономических, политических, административных, иных организационных форм, в которых это право реализуется»; по мнению Хабриевой, самоопределение не сводится лишь к отделению от государства. Коллективная правосубъектность этнических групп нередко рассматривается как основание конституционно-правовой легитимации национальных субъектов федерации и автономных регионов. Как консолидированный субъект, от имени которого могут выдвигаться требования к власти, этническая группа присутствует в правовом пространстве, для которого в целом не характерно создание новых политических акторов, а чаще фиксация статус-кво существующих. Само право представляет собой систему мысленных конструкций. Коллективной правосубъектностью наделены и другие общности (нация, политико-территориальные единицы государства, местные сообщества, юридическое лица и др.). В конституционной системе и в целом в правовой системе ряда государств, кроме понятия народ или нация, которое объединяют всех граждан государства, присутствуют и такие коллективные субъекты как «национальность» (Испания), «меньшинство» (Индия), языковое «сообщество» (Бельгия), этническая «община» (Кипр), «народ» и «этническая общность» (Россия), «первая нация» (Канада) и др. Правосубъектность ряда этнических групп, в основном коренных народов, признана многими международно-правовыми документами. Юридическая институционализация этнических групп представляет собой распространённое явление, которое характерно не только для советского и постсоветского правовой системы.
В объяснении феноменов многонационального государства и этнического федерализма продуктивным является исследование процессов социального взаимодействия в рамках концепции разделенного общества (divided society). В этом подходе общество рассматривается как фрагментированное на группы, сегменты; согласно концепции, межгрупповые различия имеют не только культурный характер, но и выступают маркерами для политической мобилизации.
По мнению А. Н. Мочалова, многонациональные государства отражают глобальные тенденции, начавшиеся с появлением государств-наций. Логика национализма, которая сопутствовала формированию европейских наций, в ряде государств оказалась перенесена на этнические меньшинства, в результате рассматриваемые как «внутренние нации».
Согласно В. С. Мартьянову (2006), контраргументом против регионального этнонационализма является тезис, что на конкретный регион уже распространяется государственный суверенитет государства-нации, который несовместим с территориальными притязаниями «внутренней нации», а этнические общности могут быть не политическими субъектами, как государства-нации, а только культурно-историческими субъектами. Мочалов отмечает, что социальное мифотворчество значительного числа государств-наций построено на основе концепции гражданской нации, объединяющей всех граждан на базе общих политических ценностей без связи с этнической принадлежностью. В ряде случаев риторика гражданской нации, будучи подкреплённой ассимиляционистским проектом и сопровождавшейся успехами выстраивания иерархий идентичностей с центральным местом для гражданской (государственной) принадлежностью, приводила к социальному сплочению и ослаблению региональных этнонационалистических тенденций (например, во Франции).
Свойства нации, которые в представлении людей были перенесены на территориально обособленные этнические общности, в ряде государств получили юридическую институционализацию. Нация рассматривается как коллективный субъект права, поэтому и «внутренние нации» наделяются правосубъектностью, близкой к правосубъектности «больших» наций; в конституциях государств они могут обозначаться различными терминами. Регионам «внутренних наций» может предоставляться территориальная автономия, что гарантируется в конституциях (так, Конституция Испании гарантирует право на автономию национальностям и районам их проживания). Число автономий растёт: в период образования Европейского союза во входящих в него государствах имелось 14 автономных регионов, на 2010 год их более 70.
Территориальная автономия выступила в роли «облегчённой» версии государства-нации, включив его основные признаки: относительно культурно однородное население, территория, символически связанная с этим населением, и собственно автономия, представляющая собой суррогат суверенитета. Название субъектов ряда федераций — «штат», state — «государство». Автономия имеет различные формы, чаще всего это автономный регион унитарного государства (примеры включают Каталонию, страну Басков, Сицилию, Южный Тироль, Гренландию, Корсику) или национальный субъект федеративного государства (бельгийские лингвистические субъекты федерации; Нагаленд, Мизорам и другие этнические и лингвистические индийские штаты; союзные и автономные республики в составе СССР; республики в составе России и др.). Территориальная автономия повторяет «матрёшечную» модель государства в государстве, ранее действовавшую в империях. Надэтническую гражданскую нацию такая современная политическая система использует в качестве удобной концепции, объединяющей имеющиеся в составе государства «внутренние нации» общностью политических ценностей, сохраняя при этом внутреннее единство государства. Образцами для этого были Швейцария, Канада, и, в период с 1945 года до конца 1980-х годов, Советский Союз, федеративные государства, в которых территориальная организация основывалась на культурных региональных различиях.
Согласно Мочалову, этнический федерализм и национально-территориальные автономии сформировались в государствах, в которых действовали внутренний этнический национализм, этнорегиональный сепаратизм и/или сильные региональные этнические элиты, пользовавшиеся широкой поддержкой населения региона, а государство являлось ослабленным. Этнический фактор в государственном устройстве обычно учитывался вынужденно и был результатом компромисса, которого достигли этнические элиты и политическое руководство государства. В политологической науке это явление называется вынужденным регионализмом. В странах, где государственная власть не сталкивалась с организованным региональным этнонационализмом или имела достаточно ресурсов для его подавления (к примеру, через принудительную ассимиляцию) и установления единообразных институтов, которые позволяют интегрировать региональные этнические общности в состав «политической нации» (например, во Франции и Румынии), формировалась модель национального или мононационального государства. В таких условиях сформировались национальные федерации в таких странах, как США, Бразилия, Австралия, и других иммигрантских сообществах. В условиях этих стран государственное устройство не отразило этническое территориальные различия, а отдельные попытки борьбы коренных сообществ против экспансии были подавлены различными средствами, от принудительной ассимиляции до геноцида.
Развитие институтов демократии и общегражданской идентичности может сглаживать этнотерриториальную фрагментацию (один из немногих примеров — Швейцария), но последняя не исчезает, и сохраняется вероятность нового роста этнонационализма. Явления этнического федерализма и национально-территориальной автономии, которые могут становится условиями и катализаторами этнонационалистических тенденций, не являются их причинами. Этнонационализм может сформироваться и в государствах, построенных как мононациональные, но имеющих этнотерриториальную фрагментацию. В настоящее время гарантию от этнонационализма не дают ни последовательно реализованные концепции политической нации, ни отрицание коллективных прав этнической общности, ни отрицание этнотерриториальной фрагментации в устройстве государства. Франция, которая не признаёт существования внутри своего государства этнических групп и их прав на автономии, не смогла прекратить баскские, бретонские, прованские и в особенности корсиканские региональные этнонационалистических тенденции. Процессы глобализации привели к ослаблению государств в сфере формирования иерархии идентичностей и потере ими монополии на политическую повестку. Концепцию государства-нации к настоящему времени невозможно считать универсальной формой политической организации социума и пространственной организации власти, о чём свидетельствуют референдумы о независимости Квебека, Шотландии и Каталонии.
Согласно историку Андреасу Каппелеру, некоторые авторы считают, что началом истории России в качестве многонациональной державы является 1552 год — взятие Иваном Грозным Казани, поскольку впервые под русским господством оказалась ранее самостоятельная государственная структура, обладающая собственной исторической традицией, легитимной правящей династией и общественной элитой, которая была иноязычной и принадлежала к другой мировой религии и высокой культуре.